# Pierre Mâle
Pour les articles homonymes, voir Mâle (homonymie).
 (juin 2014).
Pierre Mâle est un psychiatre et psychanalyste français né à Charolles en Saône-et-Loire le 11 octobre 1900 et mort à Paris le 20 juillet 1976.

## Biographie
Issu d'un milieu d'universitaires, son père était un grand historien de l'art religieux (Émile Mâle), il a fait ses études de médecine à Paris. Il a été externe à l'hôpital psychiatrique de Sainte-Anne à Paris où le professeur Henri Claude était la figure dominante. Il a soutenu sa thèse en 1927, Les troubles mentaux de l'hérédo-syphilis, et a lui aussi été profondément marqué par son passage à l'hôpital psychiatrique de Sainte-Anne. Il s'est spécialisé dans la psychiatrie infanto-juvénile (aujourd'hui pédopsychiatrie). C'est à l'hôpital Henri-Rousselle qu'il forma nombre de jeunes psychiatres. 
Dès 1925, son service s'est ouvert à la psychanalyse, il a travaillé avec les psychanalystes René Diatkine, Roger Misès, etc. Il a été un membre actif de la Société française de psychanalyse. Il était aussi proche des membres de l'Évolution psychiatrique. Il a aussi été inspiré par les travaux de Henri Wallon et de Jean Piaget. Il était un excellent clinicien[non neutre] et a beaucoup œuvré pour promouvoir la pédopsychiatrie auprès de ses élèves dont nombre sont devenus des praticiens connus.

## Publications
- Psychopathologie de l'adolescence, Ed. PUF-Quadrige, 1999,  (ISBN 2130502199)
- De l'enfant à l'adulte, Ed. Payot, 1984,  (ISBN 222822250X)
- Psychothérapie du premier âge
- Œuvres complètes, Ed. Payot, coll. Science de l'homme,  (ISBN 2228222003)